# Red (banana)
La banana Red ( anche chiamato Banana rosa o Banana di Cuba) è un tipo di banana che possiede la buccia di colore rosso o violaceo. 

## Caratteristiche
Le Red sono in genere più piccole e più tozze delle banane Cavendish. Quando sono mature, la polpa assume un colore crema o rosa chiaro. Sono anche più morbide e dolci della varietà Cavendish. Molte di queste banane vengono importate dall'Asia e dall'America meridionale, e sono vendute molto frequentemente in America centrale. 
Come le banane gialle, le banane rosse diventano mature in qualche giorno a temperatura ambiente.
Le prime banane vendute a Toronto erano banane rosse, tra il 1870 e il 1880.